# Son Song
Son Song — шестая песня из альбома Soulfly Primitive. Лейбл Roadrunner Records выпустил её как сингл в 2001 году, хотя альбом вышел год назад. Песня является шестым синглом из всей дискографии Soulfly и вторым из альбома Primitive.

## Идея создания
Идея создания песни зародилась в 1999 году, когда Макс Кавалера встретил Шона Леннона во время фестиваля «Big Day Out» в Австралии. Макс сказал, что его жена, Глория Кавалера, согласилась петь в дуэте с Шоном.
Также он отметил, что его сотрудничество с Шоном не было ожидаемо поклонниками, но благодаря его уникальной речи всё наладилось.

## Тексты
В песне соавторы Макс Кавалера и Шон Леннон поют о том, что всё превращается в пыль, крича в небо или глядя на солнце. Перед началом песни Шон считает до четырёх, а после того, как начинается песня, поёт первый куплет. Макс поёт куплеты, начиная со слов «Dust myself up», во время того, как Шон поёт стихи, содержащие слова «Every moment is precious».
Несмотря на название, в песне нет слов «Son Song», а названа так в честь отцов авторов: отец Шона, великий музыкант и певец Джон Леннон, погиб в возрасте сорока лет от огнестрельной раны, а отец Макса умер от сердечного приступа, также в сорок лет, когда Максу было девять.

## Композиция
В альбоме песня длится 4:17, но в версии сингла длится на 23 секунды меньше. В последние 11 секунд играет беримбау.
В сингле Soulfly отмечают схожесть со стилем группы Alice in Chains, из-за подобия голоса Шона голосу Лейна Стэйли, и поэтому иногда называют жанром песни грандж.

## Саундтрек
Песня появилась в фильме «День святого Валентина» как саундтрек, но среди остальных песен её отличить тяжело. Также песня была включена в официальный альбом саундтреков к тому же фильму.

## Список композиций

### Промо CDСША
| №  | Название   | Длительность |
| -- | ---------- | ------------ |
| 1. | «Son Song» | 3:54         |

### ВеликобританскоеПромо CD
| №  | Название          | Длительность |
| -- | ----------------- | ------------ |
| 1. | «Son Song»        |              |
| 2. | «In Memory Of...» |              |

## Участники записи

### Soulfly
- Макс Кавалера — вокал, гитара, продюсер.
- Селло Диас — бас-гитара, перкуссия, ударные.
- Майк Долинг — гитара.
- Джо Нуньез — ударные.

### Дополнительные участники
- Шон Леннон — приглашенный вокал, гитара, пианино, синтезатор, продюсер.
- Бабантуде Рабоюн — вокал.
- Деонте Перри — вокал, программирование.
- Юстутс Олберт — вокал.
- Ларри Макдоналд — перкуссия.
- Мейя Ноит — перкуссия.
- Тоби Райт — синтезатор и программирование, продюсер.
- Энди Уоллас — мастеринг.